# Gavardo
Gavardo (lombardul: Gaàrt) település Olaszországban, Lombardia régióban, Brescia megyében. Lakosainak száma 12 253 fő (2023. január 1.). Gavardo Muscoline, Prevalle, Roè Volciano, Salò, Vallio Terme, Paitone, Sabbio Chiese, Puegnago sul Garda és Villanuova sul Clisi községekkel határos.

## Népesség
A település lakossága az elmúlt években az alábbi módon változott:
| Lakosok száma | 12 093 | 12 197 | 12 253 |
|               | 2017   | 2018   | 2023   |